# Chengdu Aircraft Corporation
Pour les articles homonymes, voir CAC.
Chengdu Aircraft Corporation  ou CAC (en chinois : 成都飞机工业集团) est un constructeur chinois d'aéronautique, fondé en 1958 et basé dans la ville éponyme (Chengdu dans la province du Sichuan en RPC), connu pour fabriquer des avions de combat, bien qu'il fabrique aussi des avions civils. Il fournit principalement des aéronefs à la force aérienne chinoise (branche de l'Armée populaire de libération).

## Produits

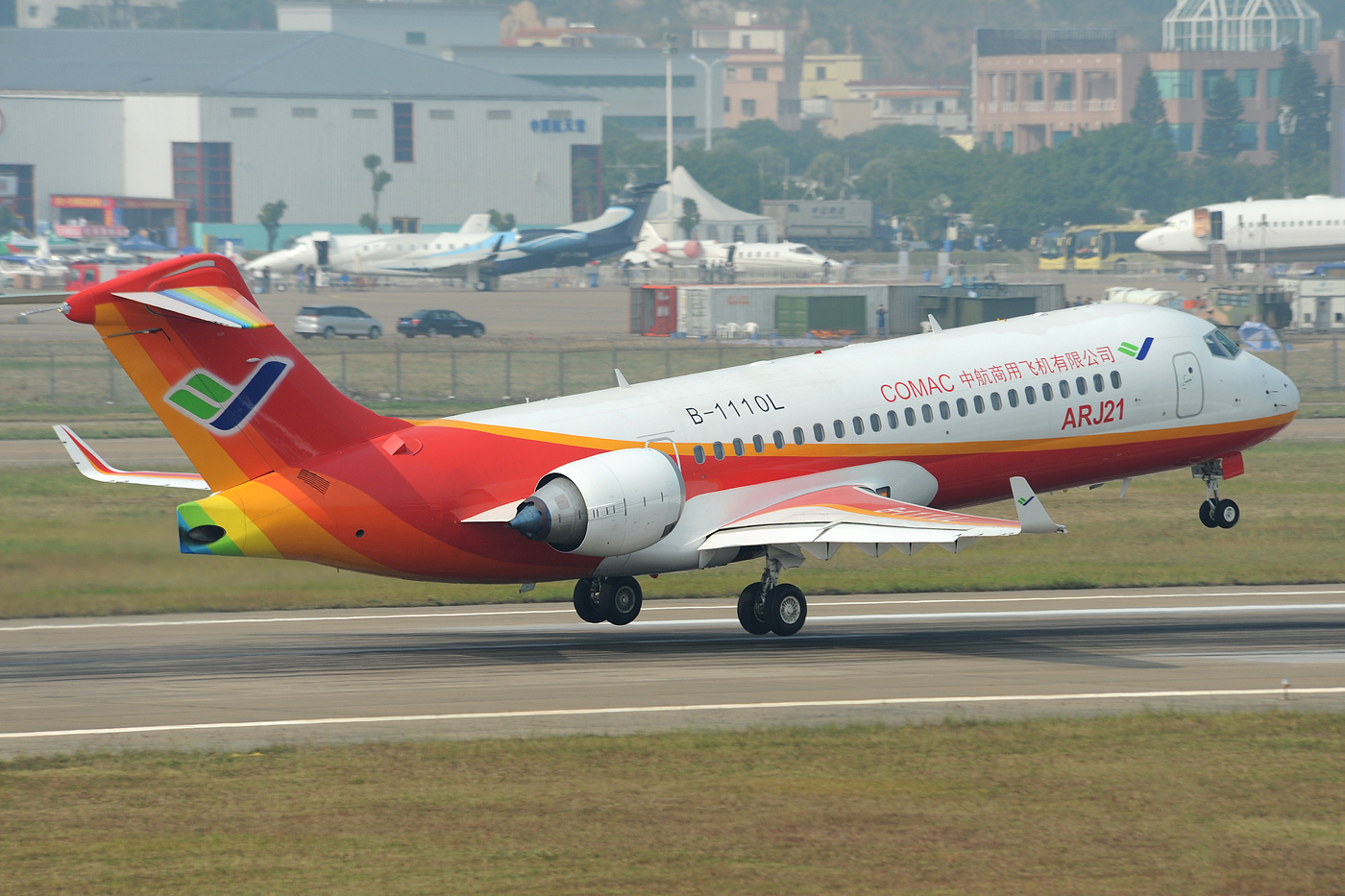
Comac ACAC ARJ21

### Avions civils
- Le Comac ARJ21 est le premier jet civil de république populaire de Chine.
- Le drone Skyfin-1[1].

### Avions militaires
- Chengdu J-7 — avion de chasse[2] dérivé du Mig-21 soviétique.
- Chengdu J-9 — projet d'avion multirôle des années 1970.
- Chengdu J-10 — avion multirôle[3] de conception locale.
- Chengdu J-20 — avion de chasse furtif de conception locale.
- Chengdu FC-1 Xiaolong (JF-17 Thunder) — avion de combat[4] en collaboration avec le Pakistan.